# Friedrich Ebert (politikus, 1894–1979)
Friedrich Ebert (Bréma, 1894. szeptember 12. – Kelet-Berlin, 1979. december 4.) német politikus. Édesapja Németország első elnöke, Friedrich Ebert.
Kezdetben édesapjához hasonlóan szociáldemokrata volt, de leginkább az NDK-beli SED-ben betöltött szerepeiről ismert.
Harcolt az első világháborúban is.